# Fanny Dubois-Davesnes
Pour les articles homonymes, voir Charles-Hippolyte Dubois-Davesnes.
Marguerite-Fanny Dubois-Davesnes, dite Fanny Dubois-Davesnes ou Dubois-Davesne, née Marguerite Françoise Dubois le 14 avril 1826 à Paris et morte le 3 novembre 1900 à Paris 16e, est une sculptrice française.
Elle est l'autrice de bustes de célébrités françaises du XIXe siècle, comme l'impératrice Eugénie de Montijo, Eugène Scribe ou Pierre-Jean de Béranger. Elle est la fille de l'auteur dramatique et régisseur général de la Comédie-Française Charles-Hippolyte Dubois-Davesnes.

## Biographie
Marguerite Françoise Dubois naît à Paris en le 14 avril 1826. Elle est la fille de Charles-Hippolyte Dubois-Davesnes, auteur dramatique né à Avesnes le 25 décembre 1800, qui signe ses œuvres Davesnes. Fanny étudie la sculpture chez Antoine Desbœufs et Léon Cogniet,. Elle sculpte principalement des bustes de personnalités et participe plusieurs fois au Salon à partir de 1853. En 1859, elle y expose son buste de Béranger, considéré par un critique comme un « portrait très-ressemblant », mais par un autre comme « pas assez élevé pour jouer un rôle historique ». Elle se fait remarquer pour son buste d'Eugène Scribe, exposé au Salon puis placé dans la galerie de la Comédie-Française, comme son buste de Marivaux un peu plus tard,. Elle devient professeure de sculpture, et a pour élève Charlotte Besnard et Pauline Bouffé,.
En 1889, elle participe à l'Exposition des femmes peintres et sculpteurs, organisée par l'Union des femmes peintres et sculpteurs, aux côtés des sculptrices Jeanne Royannez, Emma Nallet-Poussin et d'autres. Elle y expose un buste en terre cuite intitulé Portrait de Madame de B..
Enfant, Stéphane Mallarmé côtoie Fanny Dubois-Davesnes, puisque leurs familles sont amies. Elle lui apprend à dessiner et à composer des vers. Le premier poème connu de Mallarmé, qu'il compose vers huit ans, lui est dédié : « Ma chère Fanny / Ma bonne amie / Je te promets d'être sage / À tout âge / Et de toujours t'aimer / Stéphane Mallarmé ».
Elle meurt en 1900, en son domicile parisien du 20, rue de l'Assomption. Elle est inhumée trois jours plus tard au cimetière de Passy (3e division).

## Œuvres
- Buste de Pierre-Jean de Béranger, 1857, acheté par l'État en 1861[2].
- Buste d'Eugène Scribe, 1863[2].
- Buste d'Antoine Desbœufs, 1865[2].
- Buste de Mademoiselle Marie Roze, 1866[2].
- Buste de l'Impératrice Eugénie, marbre, 1869[2],[16].
- Buste de Marivaux, 1874[7].
- Buste de jeune femme, terre cuite, exposé au Salon de 1874[17].
- Joseph Cabanès, bronze, exposé au Salon de 1875[18].
- Buste de Marie Royer[19].
- Médaillons en plâtre du monument funéraire d'Eugène Scribe, représentant l'auteur et sa femme[20].
- Médaillon du tombeau d'Antoine Desbœufs[21].

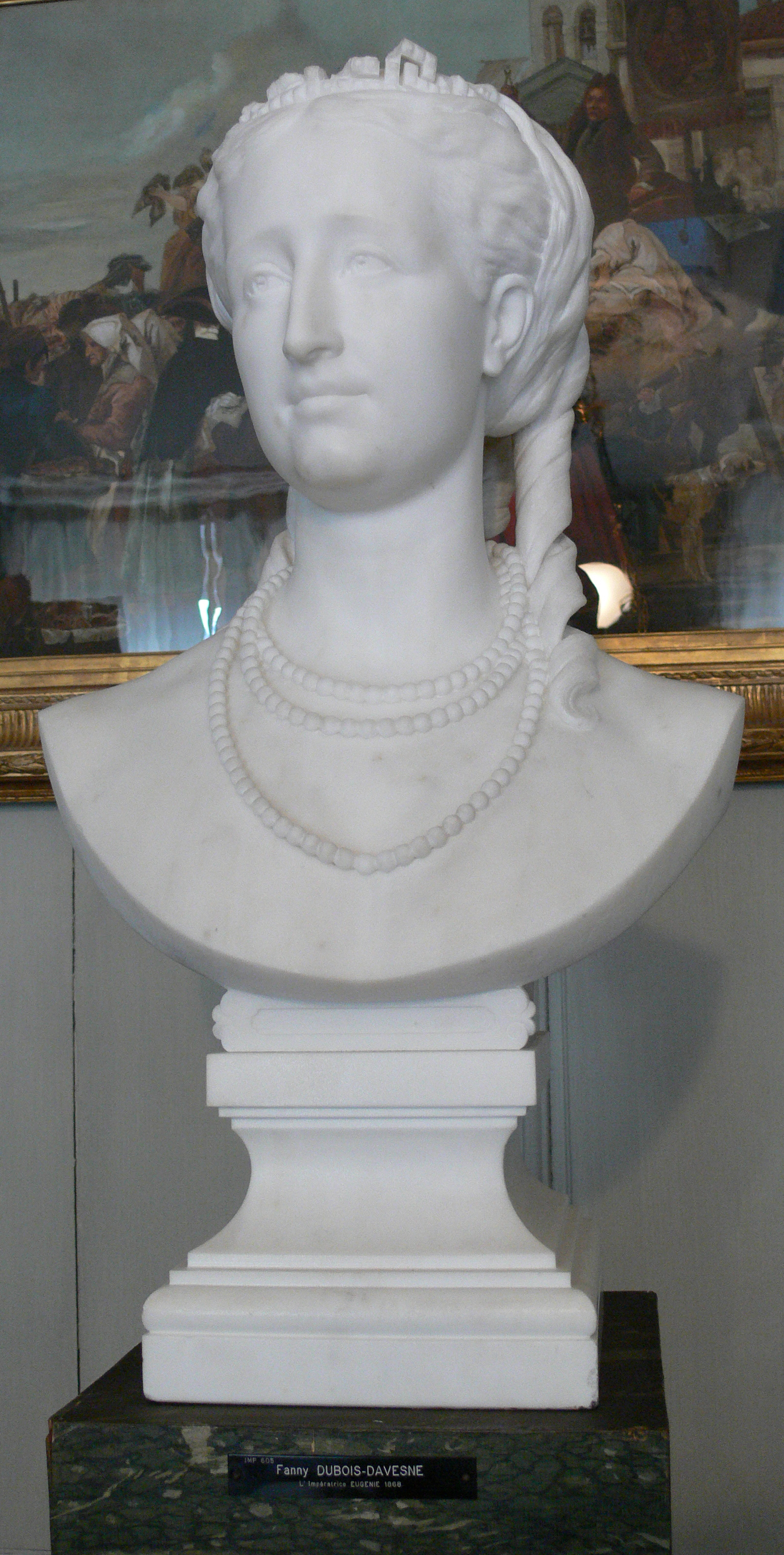
Buste d'Eugénie, Palais de Compiègne - Musée du Second Empire.
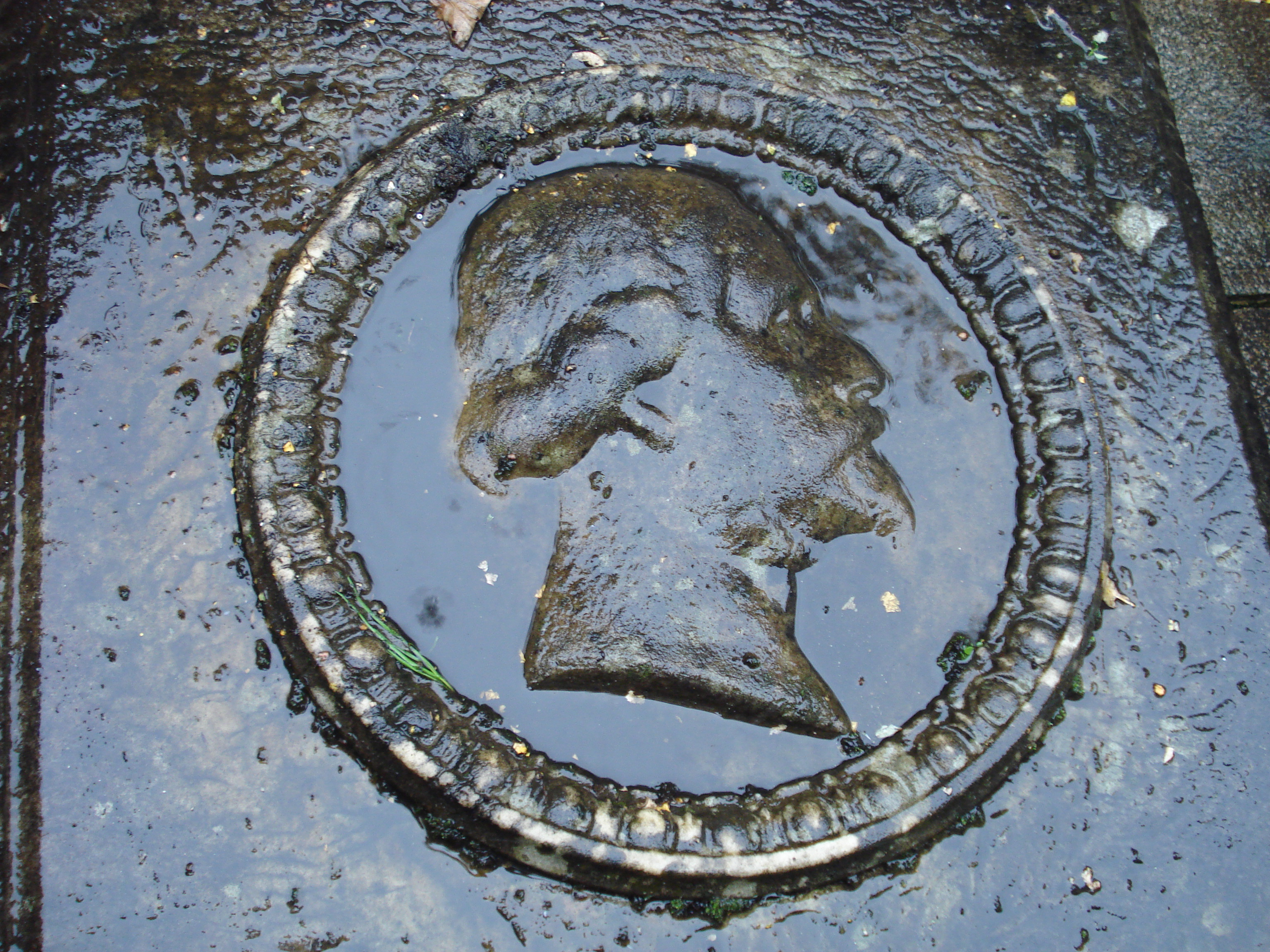
Médaillon d'Antoine Desbœufs, Cimetière de Montmartre.